# Classic Rock
Classic Rock er en genre af musik, som afgrener sig fra rocken.

## Begrebet
Begrebet "Classic Rock" stammer fra de amerikanske radiostationer, der i begyndelsen af 80'erne brugte betegnelsen som identifikationsmarkør, der beskrev playlister, der indehold musikmateriale fra slut 60-80, og som havde lyttere imellem 19-30 som målgruppe.
"Classic Rock" betegnelsen dækker altså ikke musik, der var for teenagere eller som var i vælten i start 80'erne.
Blandt det musikmateriale, som blev sat på "classic rock" playlisterne var bl.a. Hard Rock /Heavy Rock/Heavy Metal/Progressiv Rock/Southern Rock og Rock n' Roll.